# Red Sonja (film)
Pour les articles homonymes, voir Red Sonja.
Pour plus de détails, voir Fiche technique et Distribution.
Red Sonja est un film américain réalisé par M. J. Bassett et sorti en 2025. Il met en scène le personnage de Red Sonja, créé par Roy Thomas et Barry Windsor-Smith, inspiré par les nouvelles de Robert E. Howard et édité en comics par Marvel et Dynamite Entertainment.
Tourné en 2022, le film a connu des retards de production qui ont reporté sa sortie.

## Synopsis
Totalement sous la coupe d'un tyran maléfique qui souhaite détruire ses proches, la chasseresse barbare Red Sonja doit former un groupe de guerriers improbables pour affronter Draygan et sa dangereuse épouse, Annisa.

## Fiche technique
Sauf indication contraire, les informations mentionnées dans cette section peuvent être confirmées par la base de données cinématographiques IMDb,  présente dans la section « Liens externes ».
- Titre original : Red Sonja
- Réalisation : M. J. Bassett
- Scénario : Tasha Huo, d'après le personnage créé par Roy Thomas et Barry Windsor-Smith
- Musique : Sonya Belousova et Giona Ostinelli
- Décors : Clint Wallace
- Costumes : Alison McCosh
- Photographie : Lorenzo Senatore
- Montage : Andrew MacRitchie
- Production : Mark Canton, Joe Gatta, Jeffrey Greenstein, Yariv Lerner, Luke Lieberman, Courtney Solomon, Les Weldon et Jonathan Yunger

Producteurs délégués : Nick Barrucci, Christa Campbell, Dorothy Canton, Boaz Davidson, Lati Grobman, Avi Lerner, Heidi Jo Markel, Tanner Mobley, Trevor Short, Joey Soloway, John Thompson
- Sociétés de production : Millennium Media, Cinelou Films, Mark Canton Productions, Nu Boyana Film Studios et Dynamite Entertainment
- Société de distribution : Samuel Goldwyn Films (Etats-Unis)
- Budget : n/a
- Pays de production :  États-Unis
- Langue originale : anglais
- Format : couleur
- Genre : heroic fantasy
- Durée : 110 minutes
- Date de sortie[1] :
  - États-Unis : 13 août 2025 (sortie limitée en salles)
  - États-Unis : 29 août 2025 (vidéo à la demande)

## Distribution
- Matilda Lutz : Red Sonja
- Robert Sheehan : Draygan
- Wallis Day : Annisa
- Luke Pasqualino : Osin The Untouched
- Michael Bisping : Hawk
- Martyn Ford : le général Karlak
- Eliza Matengu : Amarak
- Danica Davis : Teresia
- Manal El-Feitury : Ayala
- Katrina Durden : Saevus
- Trevor Eve : Maester Crudelis
- Tim McMullan
- Rhona Mitra : Petra
- Veronica Ferres : Ashera
- Philip Winchester : Rathi
- Urs Rechn : le capitaine Ranjokan
- Adrian Schiller : le roi de Turan

## Production

### Genèse et développement
Le personnage de Red Sonja apparait, sous les traits de Brigitte Nielsen, dans le film Kalidor avec Arnold Schwarzenegger sorti en 1985. Un film centré sur le personnage est ensuite envisagé durant plusieurs années. En 2008, Robert Rodriguez développe, via sa société Troublemaker Studios, une version avec Rose McGowan dans le rôle-titre. Il est finalement annoncé en 2009 que le cinéaste américain a abandonné ce projet. En février 2010, la société Nu Image — qui possède les droits — annonce un nouveau film avec Simon West à la réalisation. Le producteur Avi Lerner déclare qu'il aimerait Amber Heard pour incarner Sonja, après l'avoir vue dans Hell Driver. Avi Lerner annonce alors un tournage imminent qui aura lieu avant celui de Conan (2011). En août 2012, à la première de son film Expendables 2, Simon West révèle que le film est encore en développement mais qu'il sortira très prochainement. En février 2015, Christopher Cosmos est chargé de l'écriture du scénario. Il est précisé que le film sera financé par Millennium Films, produit par Avi Lerner et Joe Gatta, ainsi que par Mark Canton (via Cinelou Films) et Courtney Solomon. Ashley Miller est alors annoncé comme scénariste,. En octobre 2018, Bryan Singer est confirmé au poste de réalisateur. Cependant, en février 2019, Millennium Films annonce que Red Sonja n'est actuellement plus au programme, en raison des allégations d'agressions sexuelles à l'encontre du réalisateur. En mars 2019, Avi Lerner évince Bryan Singer du projet car il ne parvient à trouver de distributeur en raison du scandale. En juin 2019, Joey Soloway signe pour écrire, réaliser et produire le film.
En février 2021, Tasha Huo rejoint Joey Soloway à l'écriture, alors que le casting débute.
En mars 2022, Joey Soloway quitte le projet et est remplacée par M. J. Bassett.

### Attribution des rôles
En mai 2021, Hannah John-Kamen est annoncée dans le rôle-titre. Elle quitte finalement le projet en mars 2022. Le nom de sa remplaçante est révélé en août 2022. Il s'agit de l'Italienne Matilda Lutz. Le 14 octobre 2022, le site Deadline annonce que l'actrice britannique Rhona Mitra rejoint la distribution du film.

### Tournage
En août 2022, Millennium révèle que le tournage a débuté en Bulgarie. Les prises de vues ont notamment lieu à Sofia et ses New Boyana Film Studios.

## Sortie

### Dates de sortie
Longtemps en attente d'une date de sortie après un tournage en 2022, il est annoncé en juillet 2025 que le film sort en août aux États-Unis : le 15 août 2025 avec une sortie limitée en salles puis le 29 août 2025 en vidéo à la demande.